# Dialeuropora photiniana
Dialeuropora photiniana là một loài côn trùng cánh nửa trong họ Aleyrodidae, phân họ Aleyrodinae.
Dialeuropora photiniana được Chen miêu tả khoa học đầu tiên năm 1997.